# Garam Masala
Garam Masala (hindi: गरम मसाला) to bollywoodzka komedia wyreżyserowana w 2005 roku przez Priyadarshana jako remake własnego filmu w języku malajalam zainspirowanego hollywoodzkim filmem Boeing Boeing. Twórca filmu Priyadarshan z Kerali jest też autorem takich filmów jak Chup Chup Ke, Hulchul, Kyon Ki W rolach głównych Akshay Kumar, John Abraham, Rimi Sen, Neha Dhupia i Paresh Rawal. Tematem filmu jest zabawa kobietami i towarzyszące temu ciągłe kłamstwa. W tej grze o egoistycznie rozumianą przyjemność prawdziwa jest tylko przyjaźń między dwójką otoczonych kobietami fotografów.

## Fabuła
Makrand "Mac" Godbole (Akshay Kumar) i jego asystent Shyam "Sam" (John Abraham) robią zdjęcia do czasopisma "Garam Masala". Dzielą ze sobą wszystko – pokój, koszulę, dziewczynę na randce i upodobanie do otaczania się pięknymi dziewczynami. Mac organizuje sobie życie tak, aby móc dzielić czas między trzy stewardesy, które zwodzi każdej proponując małżeństwo. Sam zazdroszcząc mu powodzenia ratuje go z opresji pomagając okłamywać kobiety. Czwartą oszukiwaną jest prawdziwa narzeczona Maca naprawdę go kochająca Anjali (Rimi Sen).

## Obsada
| Imiona bohaterów | których grają  |
| ---------------- | -------------- |
| Mac              | Akshay Kumar   |
| Sam              | John Abraham   |
| Mambo            | Paresh Rawal   |
| Anjali           | Rimi Sen       |
| Maggie           | Neha Dhupia    |
| Babban           | Rajpal Yadav   |
| Deepti           | Daisy Bopanna  |
| Puja             | Nargis Bagheri |
| Sweety           | Neetu Chandra  |

## Piosenki
1. Adaa (4:45)
2. Chori Chori (Part 1) (4:35)
3. Kiss Me Baby (3:39)
4. Falak Dekhoon (Part 1)" (5:10)
5. Dil Samundar (5:14)
6. Chori Chori (Part 2)" (4:07)
7. Falak Dekhoon (Part 2)" (5:44)